# Les Mystères de Montréal (Hector Berthelot)
Pour les articles homonymes, voir Les Mystères de Montréal.
Les Mystères de Montréal est un roman du journaliste Hector Berthelot publié en 1879 sous forme de feuilleton dans Le Vrai Canard. Il est sous-titré « roman de mœurs » et publié sous le pseudonyme de Baptiste Ladébauche, qui est également le surnom d'Hector Berthelot.
Le titre fait allusion aux Mystères de Paris d'Eugène Sue.

## Analyse
Gilles Marcotte, spécialiste de la littérature montréalaise, soutient que « le roman est mal écrit, plein de fautes grossières [...]. L'action est désordonnée, abracadabrante, faisant un usage abusif et de la coïncidence, et du hasard ». Marcotte rappelle que l'histoire littéraire n'a pas considéré Les Mystères de Montréal comme une œuvre de littérature « de plein droit », et a contesté le sous-titre qui le range dans la catégorie des romans de mœurs.
En revanche, selon Marcotte, il faut rééditer le roman pour sa « joyeuse, incroyable vulgarité », sa « vitalité ». Micheline Cambron, elle aussi spécialiste de littérature, ajoute que le roman manifeste la liberté que s'arroge la littérature, « pour le meilleur et pour le pire ».

## Édition
- Hector Berthelot (préf. Gilles Marcotte, postface Micheline Cambron), Les Mystères de Montréal par M. Ladébauche : Roman de mœurs, Québec, Nota Bene, coll. « NB Poche », 2013, 293 p.